# Félix Porteiro
Félix Porteiro, né le 26 août 1983 à Castellón, est un pilote automobile espagnol. 

## Carrière
- 2001 : 4e du Championnat d'Espagne de Formule 3 (1 victoire)
- 2002 : 18e des World Series by Nissan
- 2003 : 14e des World Series by Nissan
- 2004 : 8e des World Series by Nissan (1 victoire)
- 2005 : 5e World Series by Renault (3 victoires)
- 2006 : 22e du championnat GP2 Series
- 2007 : 12e du WTCC (1 victoire)
- 2008 : 10e du WTCC (1 victoire)
- 2009 : WTCC

## Résultats en GP2 Series
| Année | Equipe        | 1           | 2           | 3          | 4         | 5          | 6           | 7          | 8           | 9         | 10        | 11          | 12         | 13         | 14         | 15         | 16          | 17         | 18          | 19          | 20          | 21          | Class. | Points |
| ----- | ------------- | ----------- | ----------- | ---------- | --------- | ---------- | ----------- | ---------- | ----------- | --------- | --------- | ----------- | ---------- | ---------- | ---------- | ---------- | ----------- | ---------- | ----------- | ----------- | ----------- | ----------- | ------ | ------ |
| 2006  | Campos Racing | VAL FEA Ret | VAL SPR Ret | SMR FEA 10 | SMR SPR 6 | EUR FEA 16 | EUR SPR Ret | ESP FEA 17 | ESP SPR Ret | MON FEA 6 | GBR FEA 8 | GBR SPR DSQ | FRA FEA 18 | FRA SPR 10 | GER FEA 12 | GER SPR 18 | HUN FEA Ret | HUN SPR 12 | TUR FEA Ret | TUR SPR Ret | ITA FEA Ret | ITA SPR Ret | 22e    | 5      |

## Résultats en WTCC
| Année | Equipe                      | Voiture   | 1   | 1   | 2   | 2   | 3   | 3   | 4   | 4   | 5   | 5   | 6   | 6   | 7   | 7   | 8   | 8   | 9   | 9   | 10  | 10  | 11  | 11  | 12  | 12  | Class. | Points |
| 2007  | BMW Team Italy-Spain        | BMW 320si | CUR | CUR | ZAN | ZAN | VAL | VAL | PAU | PAU | BRN | BRN | POR | POR | AND | AND | OSC | OSC | BRA | BRA | MON | MON | MAC | MAC |     |     | 12e    | 32     |
| ----- | --------------------------- | --------- | --- | --- | --- | --- | --- | --- | --- | --- | --- | --- | --- | --- | --- | --- | --- | --- | --- | --- | --- | --- | --- | --- | --- | --- | ------ | ------ |
| 2007  | BMW Team Italy-Spain        | BMW 320si | Ret | Ret | 11  | 8   | Ret | 19  | 5   | Ret | 1   | 3   | 17  | 18  | 14  | 16  | Ret | 20  | 9   | 2   | 18  | Ret | 12  | 7   |     |     | 12e    | 32     |
| 2008  | BMW Team Italy-Spain        | BMW 320si | CUR | CUR | PUE | PUE | VAL | VAL | PAU | PAU | BRN | BRN | EST | EST | BRA | BRA | OSC | OSC | IMO | IMO | MON | MON | OKA | OKA | MAC | MAC | 10e    | 51     |
| 2008  | BMW Team Italy-Spain        | BMW 320si | 6   | 3   | 16  | 20  | 22  | 10  | 15  | 12  | 2   | 4   | 8   | 4   | 6   | 2   | 8   | 1   | 10  | Ret | Ret | 12  | Ret | 8   | 14  | DNS | 10e    | 51     |
| 2009  | Scuderia Proteam Motorsport | BMW 320si | CUR | CUR | PUE | PUE | MAR | MAR | PAU | PAU | VAL | VAL | BRN | BRN | POR | POR | BRA | BRA | OSC | OSC | IMO | IMO | OKA | OKA | MAC | MAC | 15e    | 10     |
| 2009  | Scuderia Proteam Motorsport | BMW 320si | 8   | 7   | 10  | 9   | 13  | 10  | DSQ | 17  | 10  | 15  | 7   | 4   | 14  | 13  | 14  | 15  | Ret | 15  | 9   | 12  | 14  | 11  | 14  | 12  | 15e    | 10     |